# Davide Boifava
Davide Boifava, född den 14 november 1946 i Nuvolento, är en italiensk före detta tävlingscyklist som var professionell från 1969 till 1978 och därefter arbetade han för olika cykelstall till 2012. Bland hans landsvägsmeriter märks totalsegern i Tour de Luxembourg 1969, två etappsegrar i Giro d'Italia, samt segrar i Giro della Romagna 1970 och Trofeo Matteotti 1972. På bana blev han italiensk mästare i individuellt förföljelselopp 1969 och 1973.

## Meriter

### Landsväg
| 1969 Vinnare totalt av Tour de Luxembourg Vinnare av etapp 2 i Giro d'Italia Vinnare totalt av Cronostaffetta Vinnare av etapp 1 (ITT) 2:a i GP Montelupo 3:a i Grand Prix des Nations (ITT) 3:a i Trofeo Baracchi med Eddy Merckx 5:a i GP Lugano (ITT) 1970 Vinnare av Giro di Romagna 2:a totalt i Tour de Romandie 3:a i Milano-Torino 3:a totalt i Tour de l'Oise 4:a totalt i Giro di Sardegna 5:a i Trofeo Laigueglia 9:a i GP Forli (ITT) 1971 Vinnare av etapp 12 (ITT) i Giro d'Italia 2:a i GP Forli (ITT) 4:a i Trofeo Baracchi med Aldo Moser 4:a i linjelopp vid Italienska mästerskapen (GP di Prato) 8:a i Giro di Campania 9:a i Giro della Provincia di Reggio Calabria 9:a i GP Lugano (ITT) 10:a totalt i Tirreno-Adriatico | 1972 Vinnare av GP Montelupo 2:a i Trofeo Baracchi med Felice Gimondi 3:a i Coppa Placci 4:a i Giro di Toscana 5:a i Giro del Lazio 6:a i Tre Valli Varesine 7:a totalt i Tirreno-Adriatico 7:a i Giro di Campania 1973 2:a i Giro della Provincia di Reggio Calabria 2:a i Trofeo Baracchi med Gösta Pettersson 5:a totalt i Tirreno-Adriatico 9:a i Coppa Placci 1974 3:a i Giro del Friuli 1975 3:a i GP Camaiore 5:a i GP Montelupo 9:a i linjelopp vid Italienska mästerskapen 1976 3:a i Trofeo Baracchi med Jørgen Marcussen |

### Bana
1969
 Italiensk mästare i individuellt tempolopp
1973
 Italiensk mästare i individuellt tempolopp